# Benkő Dániel (lantművész)
Benkő Dániel (Budapest, 1947. július 29. – 2019. december 15.) magyar lant- és gitárművész, médiaszemélyiség.

## Életpályája

### Muzsikusként
1965-től a Bartók Béla Konzervatóriumban, 1969–1971 között a Zeneakadémia Zeneiskolai Tanárképző Intézetében tanult, Gergely József és Szendrey-Karper László tanítványa volt. A végzés utáni két évben Cheltenhamben Diana Poultonnál, Breukelenben Eugen Dombois-nál sajátította el a lantjáték alapjait. 
1976-ig gitártanárként dolgozott, majd a Zeneakadémia lantprofesszora, illetve a grožnjani nemzetközi lantkurzus és a Kloster-Langwaden zenei vezetője lett. 1971-ben megalakította a Bakfark Consort zenekart, amelyben gitározott, énekelt és játszott a vihuela nevű húros hangszeren is, és velük együtt koncertezett a világ szinte valamennyi országában. 1984-től a Céh Művészeti Alkotó és Kutatási Egyesület elnöke volt.
Jelentős szerepe volt a reneszánsz és barokk lantzene hazai népszerűsítésében. 1976-ban kezdte közreadni Bakfark Bálint összes művét Homolya Istvánnal. Ezeket 1986 és 1997 között lemezre is vette. 1978-tól Orpheus címmel indított sorozatot pengetős hangszerekre írott darabokból. Egy 2009-es nyilatkozata szerint addigi pályafutása alatt 4200 szólókoncertet adott a világ 100 országában és összesen 82 szólólemeze jelent meg.

### A médiában
1978-tól az 1990-es évekig rendszeresen készített ismeretterjesztő műsorokat a Magyar Rádióban. Legismertebb a Fülönfogva, avagy hogyan hallgassunk zenét? című volt.
A 2000-es években a Budapest Televízió reklámblokkjaiban kezdett szerepelni, majd a vezető kereskedelmi televíziók különféle szórakoztató műsoraiban is szerepet vállalt.
2008-ban részt vett az RTL Klub tévécsatorna Celeb vagyok, ments ki innen! és a Vacsoracsata című műsorában, majd 2009 szeptemberétől az RTL Klubon Benkő feleséget keres című műsorának főszereplője volt, 2010-ben pedig a Való Világ című műsor negyedik szériájában is volt szereplése. Benkő Dániel megosztotta a közvéleményt viselkedésével, amelyet sokan kifogásoltak. Később a TV2 Ezek megőrültek! című műsorának volt szereplője.

### A közéletben
Apai ágon örmény származásúnak vallotta magát, 1994 és 1998 között az V. kerületi örmény kisebbségi önkormányzat képviselőjeként tevékenykedett.

### Fiatal kori közlekedési balesete
1978-ban autót vezetve baleset részese volt, melyben ő maga is súlyosan megsérült, két utasa pedig életét vesztette.

### Halála
2019 decemberében szívinfarktust szenvedett az otthonában. A kiérkező mentők már nem tudtak segíteni rajta.

## Diszkográfia
- 1983 – Ezer év gitáron (Hungaroton SLPM 17801)
- 1985 – Ave Maria
- 1985 – Márta István: Szíveink (Hungaroton SLPX 12563)
- 1985 – Reneszánsz pop (Hungaroton SLPX 12575, CD: HCD 12575 [1997])
- 1985 – Pop antico
- 1987 – Spanyol gitár
- 1989 – Gitároperett
- 1989 – Guitar Encores: From Vivaldi to Roch (Hungaroton HRC116)
- 1990 – Pihentető muzsika
- 1996 – Gitár álom
- 1997 – On seven instruments
- 1997 – Bakfark Bálint összes lantműve (Hungaroton HCD 31564–67)
- 1999 – Guitar serenade
- 2000 – Barokk pop (Hungaroton HCD 32007)
- 2003 – Dalok és táncok a Vietórisz-kéziratból (Hungaroton HCD 32133)
- 2009 – Szerenád

## Díjai, elismerései
- KISZ-díj
- A Magyar Köztársasági Érdemrend tisztikeresztje (1998)[19]

## Könyvei
- Botrány! Elveszett királyságom története; Klub Publishing, Bp., 2008